# Киналиада
Киналиада (тур. Kınalıada) або Антігона (грец. Αντιγόνη, Antigoni) — острів, четвертий за величиною серед Принцевих островів в Мармуровому морі біля Стамбула. Населення 3318 осіб (2000).

## Географія
Офіційно відноситься до Стамбульського району Адалар.
Киналиада (грец. Πρώτη і Ακονίτις ή Ακόναι) — найближчий до Стамбулу острів з архіпелагу Принцевих островів. Відстань до порту 6,5 км. Відстань до анатолійської частини Стамбула 3,5 км. Грунт має червонуватий колір від заліза і міді, що добували тут, острів отримав свою назву як «Киналиада» що означає «Острів-хна». Це один з найменш лісистих Принцевих островів.
Киналиада острів має майже 1,5 км в довжину і 1,1 км в ширину. Це четвертий за величиною з Принцевих островів в Мармуровому морі. Є три великих пагорба на острові. Чинар, розташований на західній частині острова, Тешвикиє (115 метрів), розташований поруч з Чинар, і Христо-Пік (93 м), на вершині якої знаходиться Христо монастир.

## Історія
У візантійський період, острів найбільш часто використовувався в якості заслання.
Найбільш помітні вигнанці:
- Ірина (бл. 752 - 803) — візантійська імператриця;
- Михайло I Рангаве (бл. 770 - 844) — візантійський імператор;
- Роман I Лакапін (870-948) — візантійський імператор;
  - його сини Стефан і Костянтин;
- Феофано (X століття) — візантійська імператриця;
- Роман IV Діоген колишній імператор в 1071 році.

## Транспорт
До острова можна добратися поромом, які відходять від Кабаташ на європейській стороні міста. Подорож займає близько 25 хвилин на катері і 40 хвилин на регулярному поромі.
1. 1 2 3 4 5 6 7 8 9 10 11 12 13 14 15 16  Adrese Dayalı Nüfus Kayıt Sistemi — TÜİK.
2. ↑  https://data.tuik.gov.tr/Bulten/Index?p=Adrese-Dayali-Nufus-Kayit-Sistemi-Sonuclari-2021-45500
3. ↑  Adrese Dayalı Nüfus Kayıt Sistemi, Address Based Population Registration System — TÜİK.